# پکین (ایلینوی)
پکین، ایلینوی (به انگلیسی: Pekin, Illinois) یک شهر در ایالات متحده آمریکا با جمعیت ۳۴٬۰۹۴ نفر است که در ایلی‌نوی واقع شده‌است.

## موقعیت جغرافیایی
موقعیت جغرافیایی شهرها و مناطق اطراف به شرح زیر است: